# Spade dell'età del bronzo

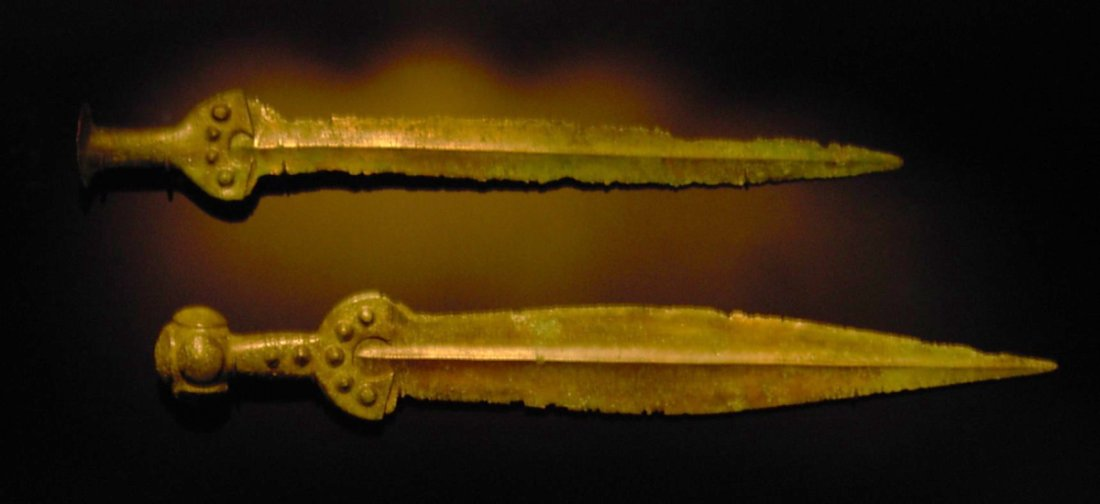
Spade di tipo Apa, XVII secolo a.C.

Le spade dell'età del bronzo compaiono fin dal XVII secolo a.C. circa (secondo la località), evolvolvendosi dal pugnale. All'inizio vennero usati bronzo, pietra (selce, ossidiana) come materiale primario per strumenti con bordi taglienti ed armi. La pietra è ad ogni modo fragile, e dunque non pratica per essere usata per fare spade. Con l'introduzione del rame, ed eventualmente bronzo, i pugnali si potevano fare più lunghi, ed evolversi in spade. Le prime spade appaiono nell'Egeo e nel Vicino Oriente, e con il tempo l'uso di spade si diffonde verso altre parti del mondo.
Le lunghezze delle spade in bronzo raggiungono pressappoco dai 50 ai 90 cm (a volte eccezionalmente anche una lunghezza maggiore). Questa era la lunghezza ideale per il materiale utilizzato. Qualunque lunghezza maggiore le avrebbe piegate facilmente a meno che non diventassero inutilizzabili per l'eccessivo spessore e pesantezza. Le spade lunghe non erano adatte al combattimento, se non con l'avvento di materiali, come l'acciaio, di certo più forti (in proporzione al peso) del bronzo. Dato che il bronzo è una lega tra due metalli, la robustezza potrebbe essere ottimizzata aggiungendo più o meno stagno, facendo il bronzo più forte, ma anche più friabile. Per la maggior parte delle spade dell'età del bronzo (eccetto per le cinesi), veniva utilizzata una lega con il 10-12% circa di stagno, che fortificava il materiale e non lo rendeva fragile. Questo significa che la spada probabilmente non sarebbe venuta a rompersi durante il suo uso, ma avrebbe potuto comunque piegarsi. per prevenire quest'ultima possibilità, le lame era progettate in modo molto ingegnoso onde ottenere la massima robustezza con il materiale utilizzato, mentre in più si dava alla lama grande bilanciamento e capacità di colpire di punta e/o tagliare. Si arrivò così ai modelli di spada a lamina fogliare, con lama spessa ma stretta vicino all'impugnatura, e una ampia, ma sottile lama vicino alla punta. Il bordo era frequentemente temprato e martellato per ottenerne un'incavatura, che desse una buona affilatura e una forte capacità di taglio. Tutto ciò fece della spada dell'età del bronzo un grande esempio di tecnica di lavorazione molto progredita.

## Evoluzione
Dall'età del bronzo in poi, vennero fabbricate armi munite di lama metallica, che continuavano la più antica tradizione delle lame in selce. Le più antiche spade furono trovate ad Arslantepe, Turchia, risalenti al 3300 a.C. circa. I reperti di spada sono comunque molto rari fino al 2300 a.C. circa. 
Nell'età del bronzo, in genere, l'evoluzione delle armi con lame deriva dal pugnale o coltello, per arrivare poi alle più antiche spade con lama stretta a "stiletto" ( simili alla striscia o allo stocco) ottimizzate per infilzare, a cominciare dalla media età del bronzo, e infine alle tipiche lame a forma fogliare della tarda età del bronzo. Tuttavia, la loro evoluzione dipende altamente dalla località. Di seguito viene fornita una breve descrizione dei tipi di spade in bronzo nelle regioni importanti del mondo.

## Vicino Oriente
Anche se nel Vicino Oriente vennero trovate alcune delle spade più antiche, i pugnali sono comunque più largamente usati rispetto alle spade lunghe. Una comune caratteristica riguardo alle spade di questa regione è l'impugnatura, di solito piatta e frequentemente in legno (ebano) o avorio. Un'altra tipica caratteristica sono i pomi con "orecchie".
Nell'Egeo era molto praticato il commercio e molto probabilmente i Greci li commerciavano tramite gli altri popoli.

## Europa

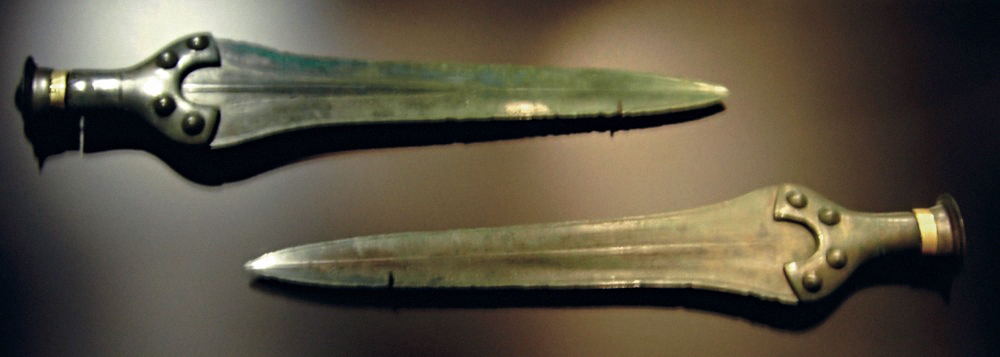
Le spade trovate insieme al Disco di Nebra, 1600 a.C. circa

Le prime spade, del tipo "spadini" o "stocchi", avevano tipicamente lunghe lame sagomate e snelle per infilzare. Più tardi diventando più larghe, serviranno sia per tagliare che infilzare. Una variante tipica nelle spade europee è la lama sagomata a foglia, molto comune nell'Europa nord-occidentale alla fine dell'età del bronzo, nelle Isole Britanniche in particolare.
La spada a lingua di carpa è un tipo di spada in bronzo comunemente utilizzata nell'Europa occidentale durante l'VIII secolo a.C. La lama della spada a lingua carpa era ampia e parallela per molta della sua lunghezza, ma la terza parte finale nella sua lunghezza si restringeva in una punta sottile adatta per infilzare. Il modello venne probabilmente sviluppato nella Francia nord-occidentale e combinava la lama larga, utile per fendere, con una punta più sottile e allungata, appropriata appunto per infilzare. Per i suoi vantaggi se ne vide l'adozione in tutta l'Europa Atlantica. In Britannia, la lavorazione dei metalli nel sud-est derivava il suo nome da questo tipo spada: complesso della lingua di carpa. La spada dell'età del bronzo e le tecnologie per la sua fabbricazione si estinsero alla fine dell'antica età del ferro (Hallstatt D), intorno al 600-500 a.C., quando vennero rimpiazzate, nella maggior parte dell'Europa, dai pugnali. Un'eccezione è la xiphos della Grecia, che continuò ad evolversi per molti secoli.
Le spade dell'età del bronzo nordica dal XIII secolo a.C. circa mostrano caratteristici motivi a spirale.

## Cina
La produzione di spade in Cina viene attestata dalla dinastia Shang (1600–1046 a.C.) dell'età del bronzo. La tecnologia utilizzata per le spade in bronzo toccò il suo punto più alto durante il periodo dei regni combattenti e la dinastia Qin (221–207 a.C.). Per le spade del periodo dei regni combattenti vennero usate alcune tecnologie uniche, come colare i bordi ad alto contenuto di stagno su nuclei più teneri e a basso contenuto di stagno, o l'applicazione di motivi a forma di diamante sulla lama (vedi la spada di Gou Jian). Ugualmente unico nei bronzi cinesi è l'uso consistente di bronzo ad alto contenuto di stagno (17-21%) il quale è molto duro e si rompe se sottoposto troppo a tensione, laddove altre culture preferivano un contenuto di stagno meno accentuato (di solito il 10%), dando come risultato un bronzo che si piega se sottoposto a sforzi. Sebbene le spade in acciaio fossero fabbricate insieme a quelle in bronzo, fu soltanto con la dinastia Han che il ferro sostituì completamente il bronzo, facendo della Cina l'ultimo luogo, in ordine di tempo, dove il bronzo veniva usato per le spade.

## India
Le prime "spade" in rame scoperte nei siti harappani risalgono al 2300 a.C.  Le spade sono state recuperate nei ritrovamenti archeologici della cultura della ceramica colorata ocra in tutta la regione Doab del Gange-Jamuna in India, fatte comunemente in rame, ma in alcuni casi in bronzo. Diversi modelli sono stati scoperti a Fatehgarh, dove ci sono molte varietà di else. Queste spade sono state variamente datate a un periodo che va dal 1700 al 1400 a.C., ma furono probabilmente usate più estensivamente durante i primi secoli del I millennio a.C. (età del ferro in India).

## Assenza in alcune culture
Non tutte le culture che usavano bronzo svilupparono di conseguenza spade. Le tribù delle steppe, per esempio, preferivano pugnali corti (gli akinakes). In Sud America, il bronzo veniva usato dagli Incas, e sebbene il concetto di spada fosse noto nella forma di spade in legno con bordi in pietra (i maquahuitl), non ne fabbricarono però in bronzo.